# Damghan
Damghan este un oraș din Iran.